# Касательное пространство

Касательное пространство и касательный вектор, вдоль кривой, проходящей через точку

Касательное пространство к гладкому многообразию {\displaystyle M} в точке {\displaystyle x} — совокупность касательных векторов с введённой на ней естественной структурой векторного пространства.
Касательное пространство к {\displaystyle M} в точке {\displaystyle x} обычно обозначается {\displaystyle T_{x}M} или — когда очевидно, о каком многообразии идёт речь — просто {\displaystyle T_{x}}.
Совокупность касательных пространств во всех точках многообразия (вместе с самим многообразием) образует векторное расслоение, которое называется касательным расслоением.
Соответственно, каждое касательное пространство есть слой касательного расслоения.
Касательное пространство в точке {\displaystyle p} к подмногообразию определяется аналогично.
В простейшем случае, когда гладкое многообразие гладко вложено в векторное пространство (что возможно всегда, согласно теореме Уитни о вложении), каждое касательное пространство можно естественно отождествить с некоторым афинным подпространством объемлющего векторного пространства.

## Определения
Есть два стандартных определения касательного пространства:
через класс эквивалентности гладких кривых и через дифференцирование в точке.
Первое интуитивно проще, но на этом пути возникает ряд технических сложностей.
Второе является наиболее простым, хотя уровень абстракции в нём выше.
Второе определение также легче применять на практике.

### Как класс эквивалентности гладких кривых
Пусть {\displaystyle M} — гладкое многообразие и {\displaystyle p\in M}.
Рассмотрим класс {\displaystyle \Gamma _{p}} гладких кривых {\displaystyle \gamma \colon \mathbb {I} \to M}
таких, что {\displaystyle \gamma (0)=p}.
Введём на {\displaystyle \Gamma _{p}} отношение эквивалентности: 
{\displaystyle \gamma _{1}\sim \gamma _{2}} если 
{\displaystyle |\gamma _{1}(t)-\gamma _{2}(t)|=o(t),t\to 0}
в некоторой (а значит и в любой) карте содержащей {\displaystyle p}.
Элементы касательного пространства {\displaystyle T_{p}} определяются как {\displaystyle \sim }-классы эквивалентности {\displaystyle \Gamma _{p}}; то есть
{\displaystyle T_{p}=\Gamma _{p}/\sim }.
В карте такой, что {\displaystyle p} соответствует началу координат,
кривые из {\displaystyle \Gamma _{p}} можно складывать и умножать на число следующим образом
{\displaystyle (\gamma _{1}+\gamma _{2})(t)=\gamma _{1}(t)+\gamma _{2}(t)}
{\displaystyle (k\cdot \gamma )(t)=\gamma (k\cdot t)}
При этом результат остаётся в {\displaystyle \Gamma _{p}}.
Эти операции продолжаются до классов эквивалентности {\displaystyle T_{p}=\Gamma _{p}/\sim }.
Более того, индуцированные на {\displaystyle T_{p}} операции уже не зависят от выбора карты.
Так на {\displaystyle T_{p}} определяется структура векторного пространства.

### Через дифференцирование в точке
Пусть {\displaystyle M} — {\displaystyle C^{\infty }}-гладкое многообразие.
Тогда касательным пространством к многообразию {\displaystyle M} в точке {\displaystyle p\in M} называется пространство дифференцирований в этой точке, то есть пространство операторов {\displaystyle X,} сопоставляющих каждой гладкой функции {\displaystyle f:M\to \mathbb {R} } число {\displaystyle Xf,} и удовлетворяющих следующим двум условиям:
- {\displaystyle \mathbb {R} }-линейность: {\displaystyle X(\lambda f+\mu h)=\lambda Xf+\mu Xh,\;\lambda ,\mu \in \mathbb {R} ,f,h\in C^{\infty }(M)}
- правило Лейбница: {\displaystyle X(fh)=(Xf)\cdot h(p)+f(p)\cdot (Xh),\;f,h\in C^{\infty }(M).}

На множестве всех дифференцирований в точке {\displaystyle p} возникает естественная структура линейного пространства:
- {\displaystyle (X+Y)f=Xf+Yf;}
{\displaystyle (k\cdot X)f=k\cdot (Xf).}

### Замечания
- В случае {\displaystyle C^{k}}-гладких многообразий, в определении через дифференцирование следует добавить ещё одно свойство 
{\displaystyle Xf=0} если {\displaystyle f(q)=o(|p-q|)}

в некоторой (а значит и в любой) карте содержащей {\displaystyle p}.
- В противном случае это определение даст бесконечномерное пространство, включающее касательное пространство. Это пространство иногда называется алгебраическим касательным пространством. См. ниже.

- Пусть {\displaystyle \gamma \in \Gamma _{p}}. Тогда правило Лейбница и условие линейности оператора выполняются для {\displaystyle Xf=(f\circ \gamma )'(0)}. Это позволяет идентифицировать касательные пространства, получаемые в первом и во втором определениях.

## Свойства
- Касательное пространство {\displaystyle n}-мерного гладкого многообразия является {\displaystyle n}-мерным векторным пространством
- Для выбранной локальной карты {\displaystyle x_{1},\dots ,x_{n}}, операторы {\displaystyle X_{i}} дифференцирования по {\displaystyle x_{i}}:
{\displaystyle X_{i}f={\frac {\partial f}{\partial x_{i}}}(p)}

представляют собой базис {\displaystyle T_{p}}, называемый голономным базисом.

## Связанные определения
- Контактным элементом к многообразию в некоторой точке называется любая гиперплоскость касательного пространства в этой точке.

## Вариации и обобщения

### Алгебраическое касательное пространство
Алгебраическое касательное пространство возникает, когда мы в определении касательного вектора отказываемся от дополнительного требования, озвученного в замечании выше (что, впрочем, имеет значение только для {\displaystyle C^{k}}-дифференцируемых многообразий, {\displaystyle k<\infty }). Его определение обобщается на любое локально окольцованное пространство (в частности, на любое алгебраическое многообразие).
Пусть {\displaystyle M} — {\displaystyle C^{k}}-дифференцируемое многообразие, 
{\displaystyle C^{k}(M)} — кольцо дифференцируемых функций из {\displaystyle M} в {\displaystyle \mathbb {R} }. 
Рассмотрим кольцо {\displaystyle C_{x}^{k}} ростков функций в точке {\displaystyle x\in M} и каноническую проекцию {\displaystyle [-]_{x}:C^{k}(M)\to C_{x}^{k}}.
Обозначим через {\displaystyle {\mathfrak {m}}_{x}} ядро гомоморфизма колец {\displaystyle [f]_{x}\mapsto f(x)}. 
Введем на {\displaystyle C_{x}^{k}} структуру вещественной алгебры с помощью инъективного гомоморфизма {\displaystyle i:\mathbb {R} \to C_{x}^{k}}, {\displaystyle i(a)=[\mathrm {const} _{a}]_{x}} и будем далее отождествлять {\displaystyle \mathbb {R} } и {\displaystyle i(\mathbb {R} )}. 
Имеет место равенство {\displaystyle C_{x}^{k}=\mathbb {R} \oplus {\mathfrak {m}}_{x}}. Обозначим через {\displaystyle C_{x,0}^{k}} подалгебру {\displaystyle C_{x}^{k}}, состояющую из всех ростков, представители которых имеют нулевые дифференциалы в точке {\displaystyle x} в каждой карте; 
обозначим {\displaystyle C_{x,d}^{k}=\mathbb {R} \oplus {\mathfrak {m}}_{x}^{2}}. 
Заметим, что {\displaystyle C_{x,d}^{k}\subset C_{x,0}^{k}}.
Рассмотрим два векторных пространства:
- {\displaystyle T_{x}M:=(C_{x}^{k}/C_{x,0}^{k})^{*}} — это пространство имеет размерность {\displaystyle \operatorname {dim} M} и совпадает с определённым ранее касательным пространством к {\displaystyle M} в точке {\displaystyle x},
- {\displaystyle (C_{x}^{k}/C_{x,d}^{k})^{*}\cong ({\mathfrak {m}}_{x}/{\mathfrak {m}}_{x}^{2})^{*}} — это пространство изоморфно пространству дифференцирований {\displaystyle C_{x}^{k}=\mathbb {R} \oplus {\mathfrak {m}}_{x}} со значениями в {\displaystyle \mathbb {R} \subset C_{x}^{k}}, его называют алгебраическим касательным пространством[2] {\displaystyle M} в точке {\displaystyle x}.

Если {\displaystyle k<\infty }, то {\displaystyle {\mathfrak {m}}_{x}/{\mathfrak {m}}_{x}^{2}} имеет размерность континуум, а {\displaystyle ({\mathfrak {m}}_{x}/{\mathfrak {m}}_{x}^{2})^{*}} содержит {\displaystyle T_{x}M} как нетривиальное подпространство; 
в случае {\displaystyle k=\infty } или {\displaystyle k=\omega } эти пространства совпадают (и {\displaystyle C_{x,0}^{k}=C_{x,d}^{k}}). В обоих случаях {\displaystyle T_{x}M} можно отождествлять с (под)пространством дифференцирований {\displaystyle C_{x}^{k}} со значениями в {\displaystyle \mathbb {R} }, для вектора {\displaystyle X\in T_{x}M} формула {\displaystyle X(f)=X([f]_{x})} задаёт инъективный гомоморфизм {\displaystyle T_{x}M} в пространство дифференцирований {\displaystyle C^{k}(M)} со значениями в {\displaystyle \mathbb {R} } (структура вещественной алгебры на {\displaystyle C^{k}(M)} задается аналогично {\displaystyle C_{x}^{k}}). При этом в случае {\displaystyle k=\infty } получается в точности определение, данное выше.